# بانا ماريا
بانا ماريا (بالإنجليزية: Panna Maria)‏ هي مدينة أمريكية تقع في ولاية تكساس.